# Sekundärkommun
En sekundärkommun är en kommun som består av samma geografiska område som flera "vanliga" kommuner, primärkommuner. De inrättas normalt för att handha ärenden som är för stora för att de enskilda kommunerna skall kunna ta hand om dem själva, men för små för att det skall vara nödvändigt att staten skall ha ansvar för dem.
Precis som primärkommunerna är sekundärkommunerna inrättade av staten. Om flera kommuner samarbetar på eget initiativ, betecknas de i stället som ett kommunalförbund.
I Sverige används inte benämningen sekundärkommun längre, men regionerna (tidigare benämnda landsting) är sekundärkommuner. I
Finland är de moderna landskapen sekundärkommuner, likaså är i Tyskland Landkreise och Stadtkreise, och i Norge Fylkeskommune sekundärkommuner.